# Brazíliai olaszok
A brazíliai olaszok, azok a brazil állampolgárok, akik részben vagy egészben olasz származásúak és akiknek felmenőik egykor olasz emigránsok voltak és Brazíliában telepedtek le.
A brazíliai olaszok alkotják a világ legnépesebb olasz diaszpóráját, 32 millióan vannak, amely Brazília népességének 15%-át teszi ki.

## Történelem

### Olaszországi válság a 19. század végén
A 19. században, az olasz egységesítési mozgalmak nehézségei és átmeneti bukásai és az Osztrák-Magyar Monarchia politikai elnyomása miatt 1848 és 1861 között számos ember elvándorolt a mai Olaszország területéről.
Az egységes Olaszország csak 1861-ben jött létre, előtte különböző hercegségek, köztársaságok és kisebb városállamok léteztek. Az olasz bevándorlók karakterét kezdetben erősen befolyásolta ennek a politikai széttagoltságnak az öröksége: nem volt világos nemzeti identitásuk, de erősen kötődtek a szülőfalujához, városához vagy régiójához.
Az újonnan létrejött, egységes Olaszországot hamarosan gazdasági válság sújtotta: az iparosodottabb észak-olasz régiókban az iparosítás még nagyon kezdetleges volt és az új mezőgazdasági technikák alkalmazásával magas lett a munkanélküliség, a déli részek jóval fejletlenebbek voltak és nem hoztak semmilyen változást a mezőgazdasági modernizációs programok. Emellett általános volt az analfabétizmus. A kevés munkalehetőség és a szegénység miatt sok olasz döntött az emigráció mellett.

### Brazil igény a bevándorlókra
1850-ben – brit nyomásra – Brazília végre törvénybe iktatta a transzatlanti rabszolga-kereskedelem betiltását. A betiltás törvényesítve lett, de a rabszolgatartó rendszer még évtizedekig működött. Ugyanakkor az abolicionista mozgalom erősebb lett és világossá vált hogy a rabszolgaság napjai meg vannak számlálva. Számos földtulajdonos felhívta a kormány figyelmét, hogy a rabszolgák eltűnésével hatalmas munkaerőhiány keletkezett: nélkülözhetetlen lenne a brazil mezőgazdaság számára, hogy bevándorlókat engedjenek a földekre dolgozni.
1878-ben Rio de Janeiróban tartottak mezőgazdasági kongresszust, ahol a munkaerőhiányról értekeztek és javaslatot tettek a kormánynak, hogy engedjék be az európai bevándorlókat Brazíliába. Az olasz, portugál és spanyol bevándorlók voltak a legkeresettebbek, hiszen többnyire katolikusok és latin nyelvűek voltak, amivel könnyen tudtak volna beilleszkedni.
Sok olasz telepedett le São Paulo város és állam területén, akik a kávéültetvényeken dolgoztak.

### Az olasz bevándorlás kezdete Brazíliába
A 19. század elején a brazil kormány a császár támogatásával létrehozta az első bevándorlótelepeket (colônias de imigrantes). A telepeket jellemzően vidéki területeken hozták létre európai bevándorló családoknak.
Az első olasz telepesek 1875-ben érkeztek az országba, de az olaszok tömeges bevándorlása 1880 és 1900 között zajlott le, amikor több mint 1 millió olasz érkezett Brazíliába.
A 19. század felé Brazíliában erős volt a bevándorlók asszimilációja a "nagy honosítás" keretén belül. Ennek következtében 1889. november 15-ig minden Brazíliában letelepedett bevándorló a törvény szerint automatikusan brazil állampolgárságot kapott, hacsak nem nyilatkozott úgy 6 hónapon belül, hogy megszeretné tartani az eredeti állampolgárságát."
A 19. század végére már számos olyan hír látott napvilágot a sajtóban, hogy az olasz bevándorlókkal rosszul bánnak az ültetvényeken: rabszolgaként bántak velük, bántalmazták őket, végkimerülésig dolgoztatták őket. Erre válaszul 1902-ben az olasz kormány a Prinetti-rendelettel megtiltotta a Brazíliába irányuló szervezett kivándorlást. Emiatt jelentősen visszaesett az új olasz bevándorlók száma, de az olasz bevándorlóhullám még egészen 1920-ig tartott.
Az olasz bevándorlók több mint a fele az ország északi részéről származott: Veneto, Lombardia, Emilia Romagna és Toszkána régiókból. Az olasz bevándorlók 30%-a venetói volt. A 20. század elején viszont többen jöttek a déli részekről: Campaniából, Abruzzóból, Moliséből, Basilicatából és Szicíliából.

### II. Umbertó látogatása
1924-ben Umbertó az akkori olasz herceg dél-amerikai körútja állomásaként Brazíliába látogatott. Ez egybeesett az új fasiszta kormány azon tervével, hogy az külhoni olaszok és az anyaország között szoros kapcsolat legyen, amit a rezsim politikai célokra fel tud használni. A látogatását megzavarta a tenentista lázadás, ami miatt a herceg nem tudott Sao Pauloba és Rio de Janeiróba ellátogatni, ahol jelentősen koncentrálódott az olasz diaszpóra. A herceget végül Bahia államban látták vendégül, ahol találkozott az olasz emigrációval.

## Jelentős olasz népességű települések Brazíliában

### Letelepedések jellemzői
Az olasz bevándorlók 70%-a Sao Paulo államban telepedett le, aminek következtében több olasz él egy területen, mint a legnépesebb olaszországi régió Lombardia. A többi olasz Rio Grande do Sul és Minas Gerais államokban telepedett le.
A 20. század első felében számos másod és harmadgenerációs olasz bevándorló belső migrációban elhagyta Rio Grande do Sul állam falusi területeit és Santa Catarina valamint Paraná államba mentek dolgozni.
A harmad és negyedgenerációs olaszok már jóval messzebbre mentek: Amazónia régióba és a cerrado területére vándoroltak.

### Dél-Brazília
Az első telepek Rio Grande Do Sul felföldjén jött létre Bento Gonçalves és Garibaldi települések megalapításával. A bevándorlók többnyire Venetóból érkeztek. 1880-ban a brazil kormány ösztönzésére újabb olaszok érkeztek, hogy megalapítsanak egy újabb települést: Caixas do Sult. Miután az olasz kolóniák létrejöttek újabb és újabb olasz településeket alapítottak meg, hisz az olaszok továbbmentek jobb lehetőségek után kutatva. A legtöbb új kolóniát a fennsíkon alapították meg, mert a síkságon már a német telepesek és a bennszülött gauchók voltak.
A régióban az olaszok számos borászatot alapítottak, amik népszerűvé váltak az országban, de csak kevés került exportra. 1875-ben Santa Catarinaban is megalapult az első olasz település, a régió Rio Grande do Sultól északra található. Az itteni olaszok olyan településeket hoztak létre, mint Criciúma, később továbbterjeszkedtek Paraná állam felé.
Az ide érkező olaszok jellemzően a saját dialektusukat beszélték, meg tudták őrizni nyelvüket, kultúrájukat, hagyományaikat. Idővel teljesen beintegrálódtak kulturálisan, gazdaságilag a brazil társadalomba. A bevándorló olaszok komoly szerepet játszottak a regionális kultúra és gazdaság kialakításában.

### Délkelet-Brazília
A legtöbb olasz São Paulo városban és államban telepedett le. Eleinte a brazil kormány felelt azért, hogy a bevándorlókat elhozassa hajókkal az országba – a brazil állam fizette legtöbbször a bevándorlók útiköltségét –, később már a földművesek felelőssége volt hogy a bevándorlókkal vagy az őket toborzó irodákkal szerződjön. Számos plakátot terjesztettek Olaszországban, Brazíliáról szóló képeket és azt hirdették hogy mindenki meggazdagodhat ki a kávéültetvényeken akar dolgozni. Ezt az olasz bevándorlók zöld aranynak nevezték. A legtöbb kávéültetvény São Paulo és Minas Gerais államban van, de kisebb számban voltak ültetvények Espírito Santo és Rio de Janeiro államokban is.
Rio de Janeiroban a 19. század végére visszaesett a mezőgazdaság, míg São Paulo vált a vezető kávétermesztővé és exportálóvá a 20. század elején, emellett a cukortermesztés és export is kiemelkedő volt a régióban. Emiatt São Paulo állam több bevándorlót vonzott.
Az olaszok a családjukkal vándoroltak be Brazíliába. A falusi bevándorlókat, a colonóknak, szerződést kellett kötnie egy földesúrral, hogy a kávéföldjén egy meghatározott minimális ideig dolgozzon. A helyzetük azonban nem volt egyszerű, hisz sok brazil földbirtokos megszokta a rabszolgák jelenlétét, emiatt az újdonsült olasz bevándorló munkásokat is rabszolgaként kezelte.
A dél-brazil részeken az olaszok fejlett telepeken éltek, jobb körülmények között, ezzel szemben, a délkelet-brazil területen rabszolgákhoz hasonló körülmények között, nyomorban éltek és dolgoztak a kávéültetvényeken. Emiatt több lázadás tört ki a brazil földbirtokosok ellen az olasz munkások részéről. A hír, hogy az olasz bevándorlókkal rosszul bánnak Brazíliában hamarosan az anyaországba is eljutott és nagy felháborodást váltott ki. Az olasz kormány életbe léptette emiatt a Prinetti-rendeletet, amely megtiltotta az olaszok szervezett emigrációját Brazíliába.

## Gazdasági helyzetük
Az olasz bevándorlók két csoportba tartoztak, az egyik a falusi területeken élt és rendszerint más olaszokkal voltak kapcsolatban, a Sao Pauloban és környékén élő olaszok gyorsan beintegrálódtak a brazil társadalomba.
Néhány évnyi kávéültetvényes munka után néhány bevándorló összegyűjtött annyi pénzt, hogy saját maga vegyen földet és földbirtokos legyen saját földjén. Mások elhagyták a falvakat és a városokba települtek, mint São Paulo, Campinas, São Carlos és Ribeirão Preto. Csak kevesek lettek közülük gazdagok, akik maguk is olasz munkásokat alkalmaztak. A 20. század elején São Paulót az "olaszok városának" is hívták, mert a lakosság 31%-a olasz volt. Ekkoriban São Paulónak volt a világ második legnépesebb olasz közössége Róma után. Campinas városban gyakoriak voltak az olasz nyelvű utcanévtáblák, jelentős kereskedelmi és szolgáltatói szektor fejlődött ki aminek brazíliai olasz tulajdonosai voltak és a lakosság 60%-ának olasz családneve volt.
Az olasz bevándorlók komoly szerepet játszottak São Paulo, Porto Alegre, Cuiritiba és Belo Horizonte városok kialakulásában, ugyanis a környékbeli falvak rossz körülményei miatt tömegesen vándoroltak olaszok ezekbe a városokba. Sokan közülük gyári munkások lettek, emiatt aktívan részt vettek a 20. század elején Brazília iparosításában. Mások befektetők, bankárok és iparmágnások lettek, mint Matarazzo gróf, akinek a családja São Paulo leggazdagabb iparmágnása lett. Több mint 200 gyárat és üzletet tulajdonoltak. Rio Grande do Sul államban az ipari cégek 42%-ának olasz gyökerei vannak.

## A kultúrában
- A pampák királya c. 1996-os brazil teleregény főszereplői is brazíliai olaszok, s a sorozat epizódjai mind tele vannak olasz kulturális, történelmi, nyelvi és egyéb utalásokkal.[10][11]